# Я плюю на ваши могилы 3
«Я плюю на ваши могилы 3» (англ. I Spit On Your Grave 3) — триллер режиссёра Р. Д. Браунштейна. Триквел фильма «Я плюю на ваши могилы» (2010). Премьера в России состоялась 1 октября 2015 года.

## Сюжет
Дженнифер Хиллз, однажды пережившая групповое изнасилование, начала новую жизнь. Теперь её имя Анджела (Энджи) и она работает оператором в компании сотовой связи, а также посещает группу для жертв изнасилований. Её терзает прошлое, в котором чаще всплывают воспоминания, где её насилуют отморозки.
В этой группе Анджела знакомится с бойкой и очаровательной девушкой Марлой, которую изнасиловал её бывший бойфренд. Через несколько дней Марлу внезапно убивает её парень. Позже из-за недостатка доказательств молодого человека отпускает полиция. Затем Энджи в одном из баров привлекает внимание молодого человека и, проходя по переулку, он настигает её и силой заставляет делать минет. Дженнифер достаёт подготовленный нож и разрезает член парня, после чего убивает его. 
В группе девушке становится жалко девочку, которую насилует отчим. Дженнифер выслеживает насильника, заводит на заброшенный склад и обезвреживает электрошокером. Очнувшись, мужчина замечает, что привязан к стулу без седла. Анджела ставит отчима девушки на колени и с помощью кувалды забивает трубу ему в зад, тем самым убивая извращенца. В дело об изнасиловании подростка вмешивается полиция, а в убийстве её отчима обвиняют члена группы, мужчину, чья дочь также была жертвой изнасилования. Насильнику дали условный срок, а дочь в отчаянии покончила жизнь самоубийством.
Энджи не прекращает свою жестокую месть и следующей жертвой становится насильник дочери мужчины, которого обвинили в убийстве. Но не рассчитав свои силы, Энджи нападает на преступника, который просто избивает Энджи, а потом решает изнасиловать. Но неожиданно появляются стражи порядка, которые при попытке задержания убивают мужчину, а девушку забирают в правоохранительные органы. Там полиция ловит её на всех преступлениях, в том числе произошедших в первом фильме, и даёт ей срок. В конце становится ясно, что Энджи, ведущая дискуссии с психологом на протяжении всего фильма, находится в тюрьме и до её выхода на свободу остаётся совсем немного времени.

## В ролях
| Актёр             | Роль            |
| ----------------- | --------------- |
| Сара Батлер       | Дженнифер Хиллз |
| Бобби Рид         | Динги           |
| Дак Макгиен       | Оскар           |
| Дженнифер Лэндон  | Марла           |
| Кристофер Хоффман | Рон             |
| Харли Джейн Козак | терапевт        |
| Мишель Хёрд       | детектив Бойл   |
| Алла Корот        | мать Кэсси      |